# Tramvajová smyčka Lehovec

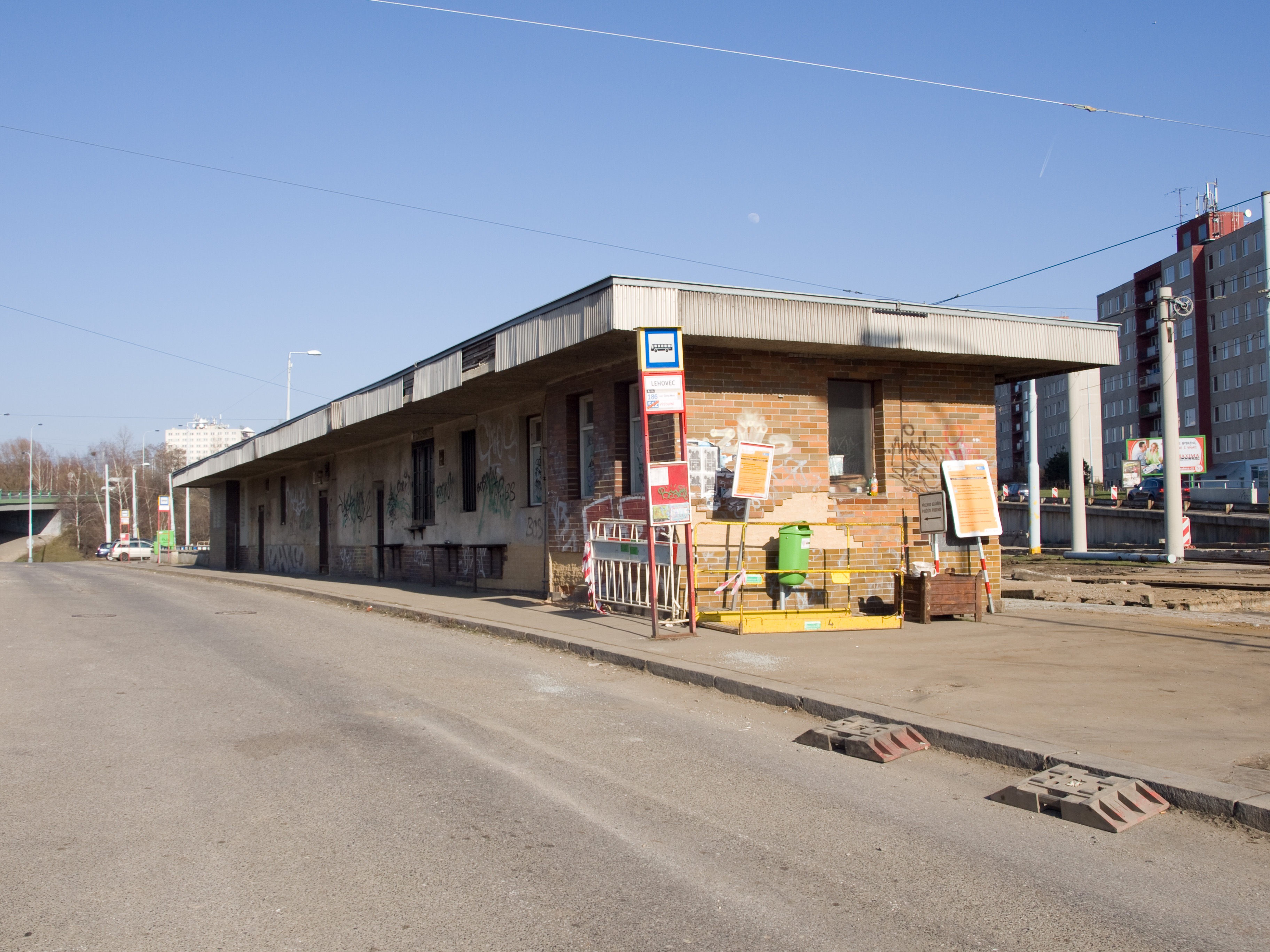
Smyčka Lehovec

Tramvajová smyčka Lehovec je trojkolejné koncové smyčkové obratiště na východním okraji Prahy, ležící mezi větvemi Poděbradské ulice.

## Historie
Využití smyčky a především navazujícícho autobusového terminálu pokleslo po prodloužení linky metra B do stanice Černý Most. Původně odtud vedly autobusové linky do Horních Počernic a Satalic.

## Poloha
Smyčka plynule navazuje na tramvajovou trať Starý Hloubětín - Lehovec. Obratiště se nachází přibližně 100 metrů za oddělení severní větve (do centra) Poděbradské ulice. Trať po rozvětvení ulice stoupá s jižní větví směrem k Rajské zahradě, avšak před prudším stoupáním zahne trať doleva do obratiště. Poděbradská dále stoupá severně od smyčky.

## Popis

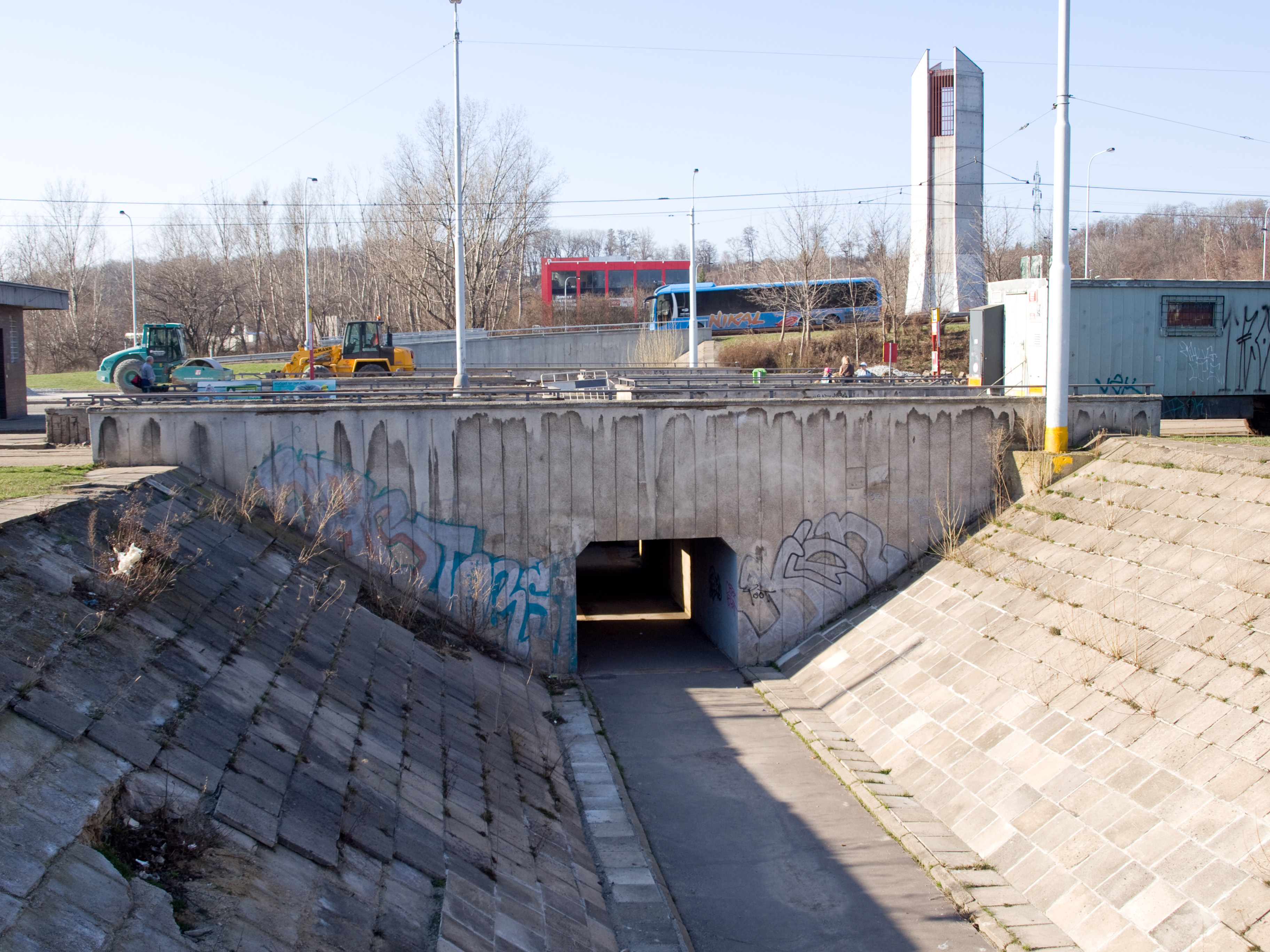
Podchod ve stanici

Lehovec je trojkolejná předjízdná smyčka s jednou výstupní a dvěma nástupními zastávkami. Deponovací kapacita smyčky je 31 vozů typu T. Vzhledem k umístění smyčky mezi dvě větve Poděbradské ulice je ve smyčce zřízen podchod spojující nástupiště s oběma částmi Poděbradské. Na smyčku přímo navazuje menší autobusový terminál, který je po prodloužení linky metra B do stanice Černý Most jen málo využíván.